# رنجر ۴
رنجر ۴ (به انگلیسی: Ranger 4) یک فضاپیمای بدون سرنشین پروژه فضایی رنجر ساخت ایالات متحده آمریکا بود که در سال ۱۹۶۲ از کره زمین به سوی فضا پرتاب شد. این فضاپیما اطلاعات گسترده‌ای دربارهٔ کره ماه پیدا کرد که با شکست پردازنده رایانه، و خرابی پنل‌های خورشیدی بدون بازگشت به زمین، تمام اطلاعاتش از دست رفت و به دست زمین نرسید.

## طراحی
رنجر ۴ تقریباً مشابه رنجر ۳ بود. وزن موتور حمل کننده آن حدوداً ۳۳۱ کیلوگرم (۷۳۰ پوند)، ۳٫۱ متر (۱۰ فوت) ارتفاع و متشکل از یک کپسولبود که با یک محدود کننده ضربه بالسوود پوشانده شده بود، قطر ۰٫۶۵ متر (۲۶ اینچ)، یک موتور وسط مسیر با یک پیشرانه تک یک دریچه عقب رانشی ۲۲٫۶ کیلو نیوتن (۵٬۰۸۰ پوند f) و یک پایه شش ضلعی روکش طلا و کروم به قطر ۱٫۵ متر (۴ فوت ۱۱ اینچ). یک آنتن بزرگ که به پایه متصل شده بود. دو صفحه خورشیدی شبیه بال (۵٫۲ متر (عرض ۱۷ فوت)) به پایه متصل شدند.